# Paul Ludolf Melchers
Paul Ludolf Melchers (Münster, 6 gennaio 1813 – Roma, 14 dicembre 1895) è stato un cardinale e arcivescovo cattolico tedesco.

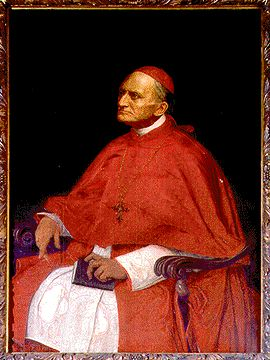
Ritratto del cardinale Melchers, XIX sec.

Era figlio di Franz Melchers e di Maria Anna Holtermann.

## Biografia
Nacque a Münster il 6 gennaio 1813. Studiò legge a Bonn e fu ordinato sacerdote nel 1841. Divenne vice-rettore e poi rettore del seminario di Münster.
Nel 1857 (anno in cui ottenne il dottorato in teologia) fu nominato vescovo di Osnabrück, ma ricevette la consacrazione solo alcuni mesi dopo. Nel 1866 divenne arcivescovo di Colonia. Partecipò fra il 1869 e il 1870 al Concilio Vaticano I. Fiero oppositore del Kulturkampf, da marzo a ottobre del 1874 fu imprigionato per avere scomunicato l'anno precedente due sacerdoti che avevano aderito al movimento dei Vecchi Cattolici. Rifiutate le dimissioni chieste dal governo del Land in quanto non allineato alla politica religiosa governativa, dovette fuggire nei Paesi Bassi per non esser nuovamente imprigionato, alla fine del 1875. Rassegnò infine le dimissioni nel 1885 e papa Leone XIII lo elevò al rango di cardinale presbitero nel concistoro del 27 luglio 1885, assegnandogli il titolo cardinalizio di Santo Stefano al Monte Celio. A fine 1889 divenne camerlengo del Sacro Collegio dei Cardinali, carica che tenne per circa un anno e mezzo. Nel 1892 entrò nella Compagnia di Gesù.
Morì il 14 dicembre 1895 all'età di 82 anni, e i funerali furono celebrati a Colonia, nella cripta della cui cattedrale fu inumata la salma.

## Genealogia episcopale e successione apostolica
La genealogia episcopale è:
- Cardinale Scipione Rebiba
- Cardinale Giulio Antonio Santori
- Cardinale Girolamo Bernerio, O.P.
- Arcivescovo Galeazzo Sanvitale
- Cardinale Ludovico Ludovisi
- Cardinale Luigi Caetani
- Cardinale Ulderico Carpegna
- Cardinale Paluzzo Paluzzi Altieri degli Albertoni
- Papa Benedetto XIII
- Papa Benedetto XIV
- Papa Clemente XIII
- Cardinale Giovanni Carlo Boschi
- Cardinale Bartolomeo Pacca
- Cardinale Francesco Serra Cassano
- Arcivescovo Joseph Maria Johann Nepomuk von Fraunberg
- Cardinale Johannes von Geissel
- Vescovo Eduard Jakob Wedekin
- Cardinale Paul Ludolf Melchers, S.I.

La successione apostolica è:
- Vescovo Johannes Heinrich Beckmann (1866)
- Cardinale Philipp Krementz (1868)
- Vescovo Johannes Bernard Brinkmann (1870)
- Vescovo Karl Klein (1886)
- Arcivescovo Johannes Olaf Fallize (1892)